# NGC 6097
NGC 6097 este o liner situată în constelația Coroana Boreală. A fost descoperită în 7 iunie 1880 de către Édouard Stephan⁠(d).